# Agustín Landa Vértiz
Agustín Landa Vértiz (Ciudad de México, 4 de octubre de 1951-Monterrey, Nuevo León, 6 de febrero de 2015) fue un arquitecto mexicano hijo del arquitecto Agustín Landa Verdugo y padre del arquitecto Agustín Landa Ruiloba. Introdujo nuevas tipologías arquitectónicas en Monterrey, como los complejos de usos mixtos y los centros comerciales abiertos. Sus proyectos condujeron a la regeneración de la zona centro y al crecimiento vertical de la ciudad, con la popularización de los departamentos.

## Biografía
Estudió Arquitectura en la Universidad Iberoamericana de la Ciudad de México y realizó la maestría en Diseño Urbano en Oxford Brooks University en Inglaterra. Desde 1991 se trasladó a Monterrey, donde se casó con Carmen Ruiloba Madero y tuvieron dos hijos, Agustín Landa Ruiloba, arquitecto, y Pablo Landa Ruiloba, antropólogo. Landa Vértiz falleció en 2015.
Fundó la firma Landa Arquitectos, a cuyo trabajo le da seguimiento la firma Landa+Martínez dirigida por su hijo, Agustín Landa Ruiloba y Rolando Martínez.

## Cátedra Blanca CEMEX-Tec de Monterrey
Agustín Landa Vértiz fue profesor de arquitectura en el Tecnológico de Monterrey, Campus Monterrey, en donde coordinó el Taller Vertical, un espacio que conjuga el estudio de la historia de la Arquitectura y el diseño. De igual manera, fue titular de la Cátedra Blanca CEMEX-Tecnológico de Monterrey. Anteriormente fue profesor de la Universidad Iberoamericana.
Para Landa Vértiz, era importante el impacto urbano del diseño arquitectónico. Desde la Cátedra Blanca CEMEX-Tec de Monterrey, incentivaba la construcción de edificios de usos mixtos y densidad media en el centro de Monterrey, los cuales consideraba que contribuirían positivamente a su regeneración. También realizó propuestas de ordenamiento de zonas comerciales de la zona metropolitana de Monterrey, como el Barrio Antiguo o el Centrito Valle en San Pedro Garza García. Al final de cada semestre, invitaba a autoridades del Estado y los municipios para que conocieran las propuestas y contemplaran el impacto social que tendrían en la ciudad si fueran construidos. A través de la Cátedra Blanca (cuya operación sigue en pie, dirigida por los arquitectos Agustín Landa Ruiloba y Roberto Romero), Landa Vértiz influenció a varias generaciones de arquitectos jóvenes. Su contribución a la práctica arquitectónica en el contexto local y nacional es significativa, ya que la Cátedra se estableció en 2003 y hacia 2010 todavía existían pocos despachos de arquitectos jóvenes en Monterrey y otras ciudades del País.

## Reconocimientos
Recibió el Premio Cemex por la Torre Dataflux y la casa Barrenechea; obtuvo el primer lugar en concursos de diseño en los proyectos Corporativo Ponderosa, Residencial Arboretum, Torre Dataflux, Corporativo Cemex, Torre Platinum, Corporativo Martel, O Dos Vasconcelos, Neo Fundidora y Pabellón M, entre otros.  Fue miembro vitalicio y jurado fundador de la Beca Marcelo Zambrano, de la fundación del mismo nombre. Su obra ha sido exhibida en Suiza, China, Israel y la India. Estas obras han sido objeto de diversas publicaciones, entre las que destaca la monografía Landa García Landa (2006).

## Obra construida

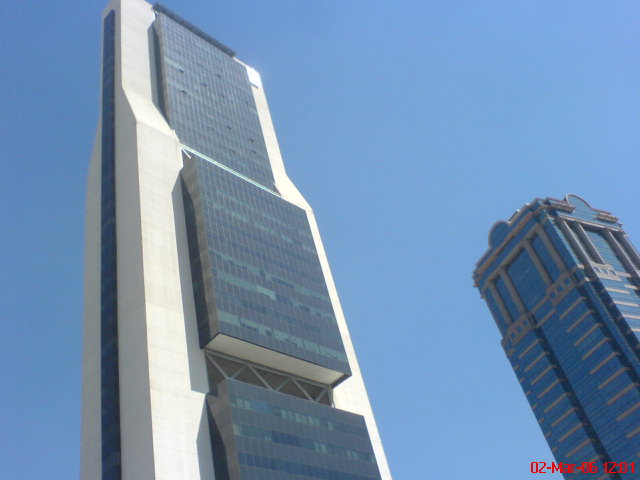
Torre Avalanz, originalmente llamada Dataflux

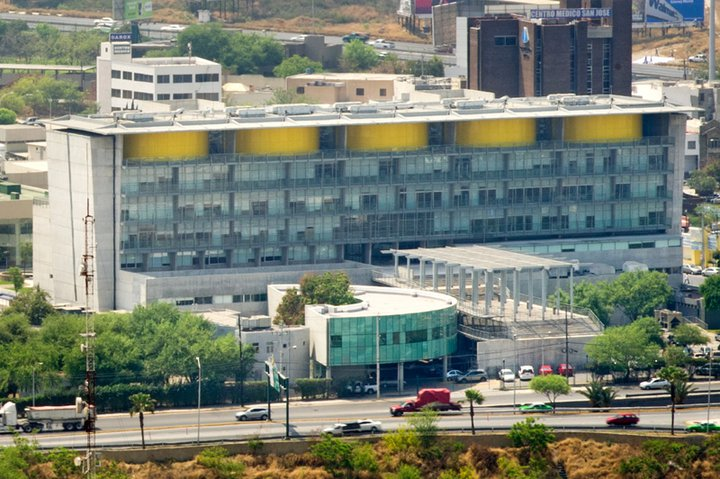
Escuela de Medicina del Tecnológico de Monterrey.

| Obra                                                       | Año  | Ubicación                          | Notas                                                                                          |
| ---------------------------------------------------------- | ---- | ---------------------------------- | ---------------------------------------------------------------------------------------------- |
| Picadero Techado                                           | 1993 | Monterrey, Nuevo León              |                                                                                                |
| Ponderosa                                                  | 1997 | San Juan del Río, Querétaro        |                                                                                                |
| Gimnasio Dojo                                              | 1997 | Monterrey, Nuevo León              | Posteriormente derribado.                                                                      |
| Torre Dataflux, posteriormente conocida como Torre Avalanz | 2000 | San Pedro Garza García, Nuevo León |                                                                                                |
| Los Nogales                                                | 2002 | San Pedro Garza García, Nuevo León |                                                                                                |
| Corporativo CX Networks                                    | 2002 | San Pedro Garza García, Nuevo León |                                                                                                |
| Torre Platinum                                             | 2003 | Monterrey, Nuevo León              |                                                                                                |
| Habitat                                                    | 2003 | Monterrey, Nuevo León              |                                                                                                |
| Corporativo Martel                                         | 2003 | San Pedro Garza García, Nuevo León |                                                                                                |
| Torre de la Loma                                           | 2004 | San Pedro Garza García, Nuevo León |                                                                                                |
| Cedetec-Cemex                                              | 2004 | Ciudad de México                   | En el campus Ciudad de México del Tec de Monterrey.                                            |
| Corporativo CEMEX                                          | 2004 | Ciudad de México                   |                                                                                                |
| Edificio Rampa                                             | 2004 | San Pedro Garza García, Nuevo León |                                                                                                |
| Capillas Marianas                                          | 2005 | San Pedro Garza García, Nuevo León | Posteriormente remodelado.                                                                     |
| Cedetec-Cemex                                              | 2006 | Estado de México                   | En el Campus Estado de México del Tec de Monterrey.                                            |
| Escuela de Medicina del Tec de Monterrey                   | 2006 | Monterrey, Nuevo León              |                                                                                                |
| Arboretum                                                  | 2006 | Monterrey, Nuevo León              |                                                                                                |
| Atria                                                      | 2006 | San Pedro Garza García, Nuevo León |                                                                                                |
| Calzada 401                                                | 2006 | San Pedro Garza García, Nuevo León |                                                                                                |
| Punto Central                                              | 2007 | San Pedro Garza García, Nuevo León |                                                                                                |
| O2 Vasconcelos                                             | 2007 | San Pedro Garza García, Nuevo León |                                                                                                |
| CIDAM                                                      | 2008 | Morelia, Michoacán                 |                                                                                                |
| Torre EVA                                                  | 2010 | San Pedro Garza García, Nuevo León |                                                                                                |
| Centro Comunitario Independencia                           | 2011 | Monterrey, Nuevo León              | Diseñado en colaboración con alumnos y profesores de la Cátedra Blanca CEMEX-Tec de Monterrey. |
| CITEC                                                      | 2013 | Morelia, Michoacán                 |                                                                                                |
| Pabellón M                                                 | 2014 | Monterrey, Nuevo León              |                                                                                                |
| Torre Reforma Latino                                       | 2016 | Ciudad de México                   |                                                                                                |
| Trébol Park                                                | 2018 | San Pedro Garza García, Nuevo León |                                                                                                |
| Parques Plaza Nuevo Polanco                                | 2019 | Ciudad de México                   |                                                                                                |

## Obras destacadas
- Torre Dataflux, ahora Avalanz, es un referente arquitectónico por su inusual método de construcción; primero se colaron los núcleos de servicios y circulaciones, luego se construyeron las crucetas, de las que penden cables de acero y se izaron hasta su ubicación definitiva, y finalmente se colaron las losas, las cuales cuelgan de las crucetas. Este edificio fue el edificio más alto de la Zona Metropolitana de Monterrey desde que fue construida en el año 2000 hasta el año 2010. Se le otorgó el Premio de Obras Cemex en 2001.[8]
- La Plaza El Breve Espacio, ahora llamada Plaza de los Desaparecidos, ubicada en el centro de Monterrey. La plaza es un espacio público que ha sido apropiado por grupos organizados para exigir justicia por sus seres queridos.
- CXNetworks, remodelado por Landa Vértiz y Roberto García Degollado en 2002, fue uno de los primeros casos en los que un espacio de producción se convirtió en oficinas en la ciudad de Monterrey.
- El centro comercial Calzada 401 fue el primero en su tipo en la ciudad: A diferencia de centros comerciales más antiguos, los pasillos están abiertos al aire libre, cuenta con tres niveles y los locales que están contemplados para uso como restaurante cuentan con amplias terrazas para aprovechar el clima de la ciudad.
- Pabellón M, un emblema de la transformación del centro de Monterrey. El complejo consiste en una torre de cincuenta pisos, que incluyen un hotel, espacio para oficinas, área comercial, centro de convenciones y un auditorio con capacidad para 4,200 espectadores.[9]